# بري صابري
بري صابري (بالفارسية: پری صابری) (21 مارس 1932 كرمان - 10 سبتمبر 2024) مخرجة دراما مسرحية إيرانية، حاصلة على وسام الفنون والآداب الفرنسي، وقد منحه لها الرئيس الفرنسي جاك شيراك. درست في كلية فوجيرارد للتصوير السينمائي، إحدى معاهد التعليم العالي السينمائية الشهيرة في فرنسا.

## فيلموغرافيا
- أدوبي ومرآة (1964)

## الجوائز
- جائزة ابن سينا من اليونسكو (2003)
- وسام الفنون والآداب الفرنسي (2004)

## روابط خارجية
- بري صابري على موقع IMDb (الإنجليزية)